# Gyrocotylidae
Gyrocotylidae är en familj av plattmaskar. Enligt Catalogue of Life ingår Gyrocotylidae i ordningen Gyrocotylidea, klassen Cestoda, fylumet plattmaskar och riket djur, men enligt Dyntaxa är tillhörigheten istället ordningen Cestodaria, klassen Neodermata, fylumet plattmaskar och riket djur. Enligt Catalogue of Life omfattar familjen Gyrocotylidae 10 arter. 
Gyrocotylidae är enda familjen i ordningen Gyrocotylidea.
Kladogram enligt Catalogue of Life och Dyntaxa:
| Gyrocotylidae | \| \| Gyrocotyle \| \| \| \| \| \| Gyrocotyloides \| \| \| \| |
|               | \| \| Gyrocotyle \| \| \| \| \| \| Gyrocotyloides \| \| \| \| |
|               | Gyrocotyle                                                    |
|               |                                                               |
|               | Gyrocotyloides                                                |
|               |                                                               |

## Bildgalleri

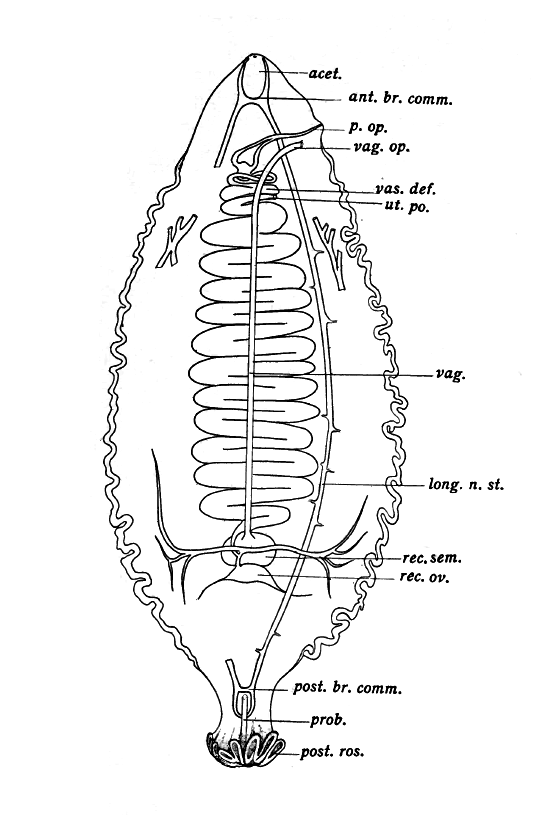